# أداة
الأداة (الجمع: الأدَوَات) هى عنصر مادي تستخدم لصنع مادة أو تحقيق مهمة ما. وقد يقصد البعض إجراء أو عملية لتحقيق غرض محدد.

## التاريخ
الآلات البسيطة هي أدوات بدائية. تعود أول الأدوات إلى بدايات العصر الحجري عندما بدأ أسلاف الإنسان بصنع الأدوات الحجرية، وتشير الأدلة المكتشفة في إثيوبيا إلى أن تلك الأدوات تعود إلى نحو 2.6 مليون سنة مضت. أقدمها هو الفأس الحجري.